# Raja Nicola
Raja Nicola Aïssa Abdel-Masih  (en arabe : رجاء نيقولا عيسى عبد المسيح   ) est une femme membre civil du Conseil de souveraineté de transition, chef d'État de transition collectif du Soudan. Elle a été choisie pour ce poste  comme l'un des six civils à occuper des sièges dans le conseil original de 11 membres. Elle est la seule  dont le nom a été retenu par consensus entre l'alliance des Forces de la liberté et du changement (FFC) et le Conseil militaire de transition (TMC), comme prévu aux termes du projet de déclaration constitutionnelle d'août 2019. Elle est le seul membre civil du TSC à avoir été réintégré par le président Abdel Fattah al-Burhan après avoir pris le pouvoir lors du coup d'État militaire de 2021.
Elle est, avec  Aisha Musa el-Said, membre du conseil et l'une des deux premières femmes de l'histoire soudanaise  à occuper un rôle équivalent à un ministre fédéral et la première chrétienne à assumer une  haute fonction politique dans le pays. En tant que juge, elle est  responsable du système judiciaire au Soudan.

## Biographie
Raja Nicola est née à Omdurman et a obtenu en 1980 un baccalauréat en droit de l'Université du Caire .
Avocat de formation, elle a été jugeet a travaillé au ministère soudanais de la Justice de 1982 jusqu'à sa nomination en 2019 au Conseil de souveraineté.

## Droits des minorités
En septembre 2012, elle déclare que les droits religieux des chrétiens au Soudan en vertu de la Constitution nationale provisoire de 2005 ne sont pas entièrement mis en œuvre, certains employeurs n'accordent pas aux chrétiens le droit légal de deux heures à la prière et les écoles n'autorisent pas les enfants chrétiens à s'absenter le dimanche. afin d'r assister aux services religieux.
En septembre 2012 elle déclare que la Commission spéciale pour la protection des droits des non-musulmans à Khartoum, créée en 2007, a plaidé auprès des forces de l'ordre au nom des non-musulmans arrêtés pour avoir prétendument violé la charia et en publiant régulièrement des rapports et des recommandations au gouvernement concernant les droits des non-musulmans. Elle déclare que la Commission avait été fermée en 2011, contre la volonté de la communauté chrétienne, après la sécession du Soudan du Sud .
En juin 2021, lors d'une réunion avec l'Organisation soudanaise de solidarité contre la discrimination raciale (SSOARD) , elle  souligne la nécessité de la mise en œuvre de toutes les législations et lois contre la discrimination raciale .

## Conseil de souveraineté
Le projet de déclaration constitutionnelle d'août 2019 qui définit les organes et les procédures de l'État pour la transition soudanaise vers la démocratie en 2019 crée un Conseil de souveraineté en tant que chef d'État collectif du Soudan. La signature de l'accord politique de juillet et du projet de déclaration constitutionnelle par l'alliance des Forces de la liberté et du changement (FFC) et le Conseil militaire de transition (TMC) a suivi six mois de désobéissance civile soutenue et le massacre de Khartoum le 3 juin. Les FFC et d'autres groupes civils avaient insisté pour un gouvernement entièrement civil. Le projet de déclaration constitutionnelle a été compromis en créant un Conseil de souveraineté avec cinq civils choisis par le FFC, cinq militaires choisis par le TMC et un sixième civil pour donner au Conseil de souveraineté une majorité formelle de civils. Le sixième civil devait être convenu d'un commun accord entre le FFC et le TMC.
Fin août, Raja Nicola est désignée par le FFC et le TMC comme sixième membre civil du Conseil de souveraineté, d'un commun accord. Ce choix, en tant que membre de la communauté copte soudanaise, a été perçu comme une mesure concrète en faveur de la diversité sociale, en particulier pour les chrétiens soudanais.
Peu après avoir prêté serment en tant que membre du Conseil de souveraineté, elle décrit sa vision de la tâche du Conseil en déclarant : 

« Nous avons simplement demandé au peuple soudanais d'être patient, car nous savons tous que les destructions survenues au cours des 30 dernières années sont énormes et qu'elles ne pourront pas être réglées en seulement trois ans. Mais nous redoublerons d'efforts et travaillerons ensemble au sein du Conseil pour répondre à toutes les demandes de la révolution. »

— Raja Nicola, interview  Middle East Eye